# Provinziallandtag der Grenzmark Posen-Westpreußen

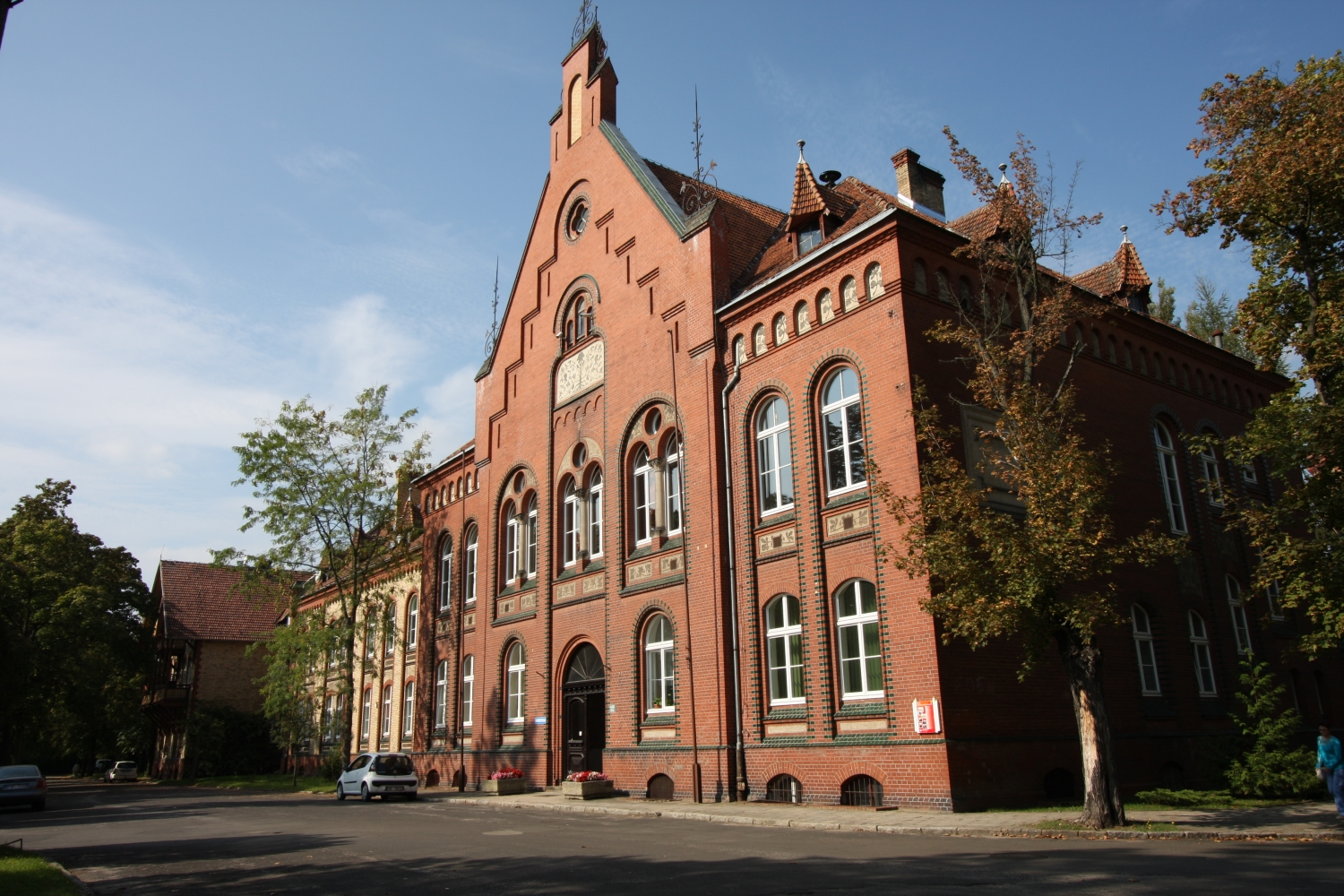
Heil- und Pflegeanstalt Obrawalde, zeitweise Sitzungsort des Provinziallandtags

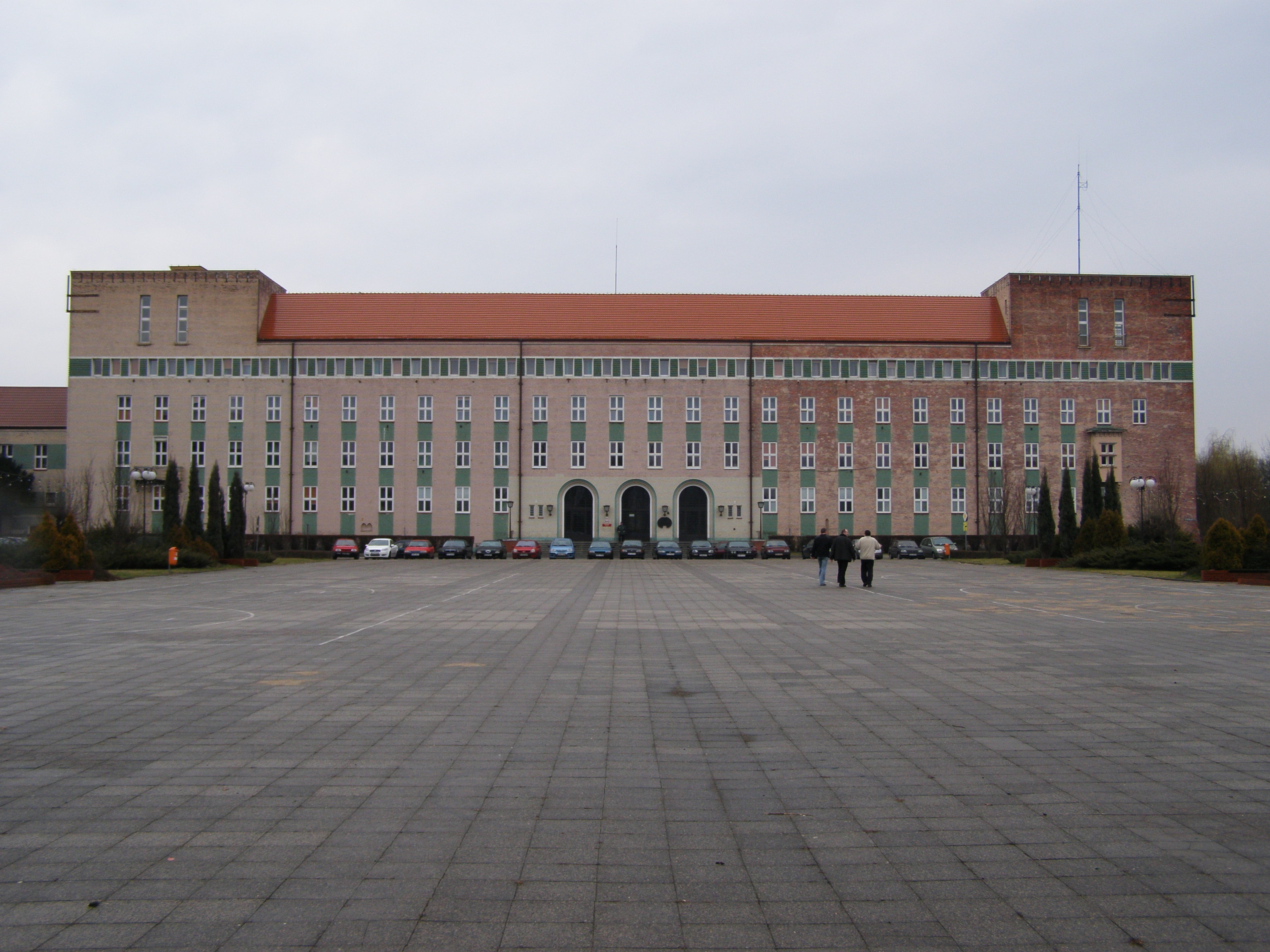
Landeshaus, Sitz des Provinziallandtags

Der Provinziallandtag der Grenzmark Posen-Westpreußen war 1922 bis 1933 der Provinziallandtag also das Parlament der preußischen Provinz Grenzmark Posen-Westpreußen.

## Geschichte
Nach dem verlorenen Ersten Weltkrieg waren erhebliche Teile der ehemaligen Provinzen Posen und Westpreußen an Polen gefallen. Aus den deutsch gebliebenen Teilen der beiden Provinzen wurde zunächst ein Kommunalverband und mit Gesetz vom 21. Juli 1922 (das rückwirkend zum 1. Juli in Kraft trat) die Provinz Grenzmark Posen-Westpreußen. Entsprechend den anderen Provinzen wurde ein Provinziallandtag eingerichtet (dieser wurde bis zur Bildung der Provinz als Kommunallandtag bezeichnet). Er war damit Funktionsnachfolger der Provinziallandtage der Provinzen Posen und Westpreußen. Die Amtszeit des ersten Provinziallandtags wurde verkürzt, um die nächsten Wahlen gleichzeitig mit denen der anderen Provinzen durchführen zu können. Insgesamt wurden vier Provinziallandtage bestimmt, die insgesamt 18 Sitzungen abhielten.
Der erste Landtag tagte zwischen 7. August 1922 und dem 7. August 1925 insgesamt fünfmal. Drei dieser Provinziallandtagssitzungen fanden in der Heil- und Pflegeanstalt Obrawalde, zwei in Schneidemühl statt. Die 30 Mitglieder verteilten sich wie folgt auf die Parteien: DNVP 10, Deutsche Wirtschaftliche Liste 1, Deutsche Volkspartei 3, Zentrum 7, DDP 1, SPD 7, Liste Pfarrer Grochowski. Als Vorsitzender des Provinziallandtags wurde Stadtrat Wilhelm Rösler aus Schneidemühl gewählt. Landeshauptmann wurde der ehemalige Bürgermeister von Brandenburg/Havel, Johann Caspari. Daneben wurden zwei Landesräte gewählt.
Der Haushaltsplan 1924 umfasste 209.500 Goldmark.
Der zweite Landtag tagte zwischen dem 22. Januar 1926 und dem 26. September 1929 sechsmal. Zwei Provinzallandtagssitzungen fanden in Obrawalde statt, danach tagte das Parlament im neu errichteten Landeshaus in Schneidemühl. Die 30 Mandate teilten sich wie folgt auf: Arbeitsgemeinschaft 16 (davon DNVP 11, DVP 2, Deutschvölkische Freiheitsbewegung 1, Nationale Vereinigung des Kreises Bomst 1, Vereinigung völkischer Verbände 1), Zentrum 7, SPD 7. Vorsitzender der Provinziallandtags wurde Rittergutsbesitzer von Goerne, der Vorsitzende des Provinzialausschusses wurde der Landrat von Voelkening. Als Staatsräte wurden gewählt: Hans von Meibom und Landrat Baron Knigge (AG) und Landrat Rick (SPD, Zentrum) bzw. ab der vierten Sitzung Caspari statt Rick. Nach dem Tod von Volkenigs wurde am 26. September 1929 Max Krause Vorsitzender des Provinzialausschusses.
1927 umfasste der Haushalt 6.679.250 RM und 1928 bereits 8.707.858 RM. Die Provinzialabgabe betrug 1929: 10 %.
Der dritte Landtag tagte vom 21. Januar 1930 bis zum 31. Januar 1933 fünfmal. Die 30 Mandate verteilten sich wie folgt: Nationaler Block 11, Zentrum 9, SPD 6, Block der Mitte 4. Vorsitzender des Provinziallandtags blieb von Goerne, als Vorsitzender des Provinzialausschusses wurde Wilhelm Rösler gewählt. Staatsrat wurden Caspari, Pfarrer Georg Remer und Hans von Meibom.
Der Provinziallandtag der Grenzmark Posen-Westpreußen wählte gemäß der Preußischen Verfassung jeweils drei Vertreter in den Preußischen Staatsrat.
Nach der Machtergreifung der Nationalsozialisten 1933 wurde der Provinziallandtag neu gemäß dem Wahlergebnis der Reichstagswahl neu besetzt und verlor seine Rolle als Volksvertretung.

## Sitz
Zunächst wechselten die Tagungsorte zwischen der Heil- und Pflegeanstalt Obrawalde und Schneidemühl bis in der zweiten Wahlperiode das Landeshaus am Danziger Platz in Schneidemühl fertig gestellt war. Dies war bis zur Auflösung der Sitz des Parlamentes.

## Wahlen
Stimmenanteile der Parteien in Prozent
| Wahltag         | DNVP1 | Zentrum | SPD  | DVP2 | PVP3 | NSDAP4 | KPD |
| --------------- | ----- | ------- | ---- | ---- | ---- | ------ | --- |
| 521. Feb. 19215 | 33,2  | 24,5    | 20,1 | 10,4 | 2,9  |        |     |
| 629. Nov. 19256 | 34,7  | 26,9    | 14,1 | 6,3  | 3,4  | 4,5    | 2,6 |
| 17. Nov. 1929   | 33,6  | 26,5    | 17,7 | 11,1 | 3,1  | 4,7    | 3,2 |
| 12. März 1933   | 11,0  | 23,1    | 8,0  |      |      | 55,0   | 2,8 |

Sitzverteilung
| Jahr | Gesamt | DNVP | DZP | SPD | DVP | USPD | LG | DDP | DVL | NSDAP | VVV | NVKB |
| ---- | ------ | ---- | --- | --- | --- | ---- | -- | --- | --- | ----- | --- | ---- |
| 1921 | 30     | 10   | 7   | 6   | 3   | 1    | 1  | 1   | 1   |       |     |      |
| 1925 | 30     | 11   | 9   | 5   | 2   |      |    |     |     | 1     | 1   | 1    |
| 1929 | 30     | 11   | 9   | 6   | 4   |      |    |     |     |       |     |      |
| 1933 | 30     | 3    | 8   | 3   |     |      |    |     |     | 16    |     |      |

Fußnoten
1 DNVP: 1921 und 1925: DNVP, 1929: NBl (DNVP, VNB, CNBP), 1933: KFSWR

2 DVP: 1921 und 1925: DVP, 1929: BdM (DVP, DDP, WP)

3 PVP: 1921: LG, 1925: PKVP, 1929: P

4 NSDAP: 1925: DVFP, 1929 und 1933: NSDAP

5 1921: zusätzlich: USPD: 3,9 %, DDP: 2,7 %

6 1925: zusätzlich: VVV: 2,9 %

## Persönlichkeiten

### Mitglieder
Für die Mitglieder des Provinziallandtags siehe Kategorie:Mitglied des Provinziallandtages der Provinz Grenzmark Posen-Westpreußen.

### Vorsitzende des Provinziallandtags
- Wilhelm Rösler
- von Goerne

### Vorsitzende des Provinzialausschusses
- Landrat von Voelkening 1926–1929
- Max Krause 1929–1930
- Wilhelm Rösler 1930–1933

### Landeshauptmänner (Posen-Westpreußen)
- 1919–0000: Ernst von Heyking
- 1922–1933: Johann Caspari
- 1933–0000: Hermann Fiebing

### Preußischer Staatsrat
Der Provinziallandtag der Provinz Grenzmark Posen-Westpreußen wählte in der Weimarer Republik drei Mitglieder in den Preußischen Staatsrat. Dies waren:
| Nr. | Mitglied                | Partei  | Amtszeit                          | Stellvertreter                                 | Partei  | Amtszeit                                               |
| --- | ----------------------- | ------- | --------------------------------- | ---------------------------------------------- | ------- | ------------------------------------------------------ |
| 1   | Hans von Meibom         | AG      | Mai 1921 bis Januar 1930          | Willy Kraeuter Werner Graf von der Schulenburg | AG AG   | Mai 1921 bis Februar 1926 Februar 1926 bis Januar 1930 |
| 1   | Johann Caspari          | SPD     | Januar 1930 bis April 1933        | Kurt Jüllig                                    | SPD     | Januar 1930 bis April 1933                             |
| 1   | Heinrich Haack          | NSDAP   | April bis 10. Juli 1933           | Karl Bernhardt                                 | NSDAP   | April bis 10. Juli 1933                                |
| 2   | Wilhelm Freiherr Knigge | AG      | Mai 1921 bis Januar 1930          | Otto Janke Willy Kraeuter                      | AG AG   | Mai 1921 bis Februar 1926 Februar 1926 bis Januar 1930 |
| 2   | Georg Remer             | Zentrum | Januar 1930 bis April 1933        | Paul Manseck                                   | Zentrum | Januar 1930 bis April 1933                             |
| 2   | August Räuber           | NSDAP   | April bis 10. Juli 1933           | Otto Heidemann                                 | NSDAP   | April bis 10. Juli 1933                                |
| 3   | Robert Sagawe           | Zentrum | Mai 1921 bis Februar 1926         | Gregor Zerbe                                   | Zentrum | Mai 1921 bis Februar 1926                              |
| 3   | Anton Rick              | Zentrum | Februar 1926 bis 17. Februar 1928 | Johann Caspari                                 | SPD     | Februar 1926 bis 23. Februar 1928                      |
| 3   | Johann Caspari          | SPD     | 23. Februar 1928 bis Januar 1930  | Fritz Schwob                                   | Zentrum | 19. Juni 1928 bis 19. Juli 1929                        |
| 3   | Hans von Meibom         | AG      | Januar 1930 bis April 1933        | Werner Graf von der Schulenburg                | AG      | Januar 1930 bis April 1933                             |
| 3   | Georg Remer             | Zentrum | April bis 10. Juli 1933           | Ferdinand Steves                               | Zentrum | April bis 10. Juli 1933                                |